# Euzebiusz Smolarek
Euzebiusz Smolarek detto Ebi (Łódź, 9 novembre 1981) è un ex calciatore polacco, di ruolo attaccante.

## Biografia
È figlio dell'ex giocatore Włodzimierz Smolarek.

## Carriera

### Club
Nativo di Łódź, cresce nei Paesi Bassi e inizia a giocare nelle giovanili del Feyenoord, dove il padre Włodzimierz ha giocato e allenato. Nel 2000 debutta tra i professionisti con il Feyenoord, squadra con cui gioca fino al gennaio del 2005, quando viene acquistato dal Borussia Dortmund. Nel 2002 viene trovato positivo ai cannabinoidi durante un controllo antidoping. Nei primi sei mesi del 2005 mette a segno 3 gol, mentre alla fine della stagione successiva (2005-2006) risulta il miglior cannoniere dei giallo-neri in Bundesliga, con 13 reti. La stagione dopo segna 9 gol. Nell'estate del 2007 passa agli spagnoli del Racing Santander, mentre l'anno successivo viene prestato agli inglesi del Bolton Wanderers. Rientrato al Racing, il 10 agosto 2009 rescinde il contratto che lo legava al club spagnolo e poco dopo si accorda con i greci del Kavala, dove rimane per una stagione. Torna, quindi, in Polonia e disputa una stagione e mezza nelle file del Polonia Varsavia, poi si trasferisce in Qatar, all'Al-Khor, da cui si svincolerà per accasarsi agli olandesi dell'ADO Den Haag. Ultratrentenne, chiude la carriera in patria, nello Jagiellonia, nel 2012-2013.

### Nazionale
Con la nazionale maggiore polacca ha esordito nel 2002 e ha partecipato al campionato del mondo 2006 e al campionato d'Europa 2008.
Il 1º aprile 2009, durante le qualificazioni al campionato mondiale 2010, ha realizzato 4 gol nella partita contro San Marino vinta per 10-0 dai polacchi.

## Palmarès

### Club
- Coppa UEFA: 1

Feyenoord: 2001-2002

### Individuale
- Calciatore polacco dell'anno: 3

2005, 2006, 2007

## Statistiche

### Cronologia presenze e reti in nazionale
| Cronologia completa delle presenze e delle reti in nazionale ― Polonia | Cronologia completa delle presenze e delle reti in nazionale ― Polonia | Cronologia completa delle presenze e delle reti in nazionale ― Polonia | Cronologia completa delle presenze e delle reti in nazionale ― Polonia | Cronologia completa delle presenze e delle reti in nazionale ― Polonia | Cronologia completa delle presenze e delle reti in nazionale ― Polonia | Cronologia completa delle presenze e delle reti in nazionale ― Polonia | Cronologia completa delle presenze e delle reti in nazionale ― Polonia |
| Data                                                                   | Città                                                                  | In casa                                                                | Risultato                                                              | Ospiti                                                                 | Competizione                                                           | Reti                                                                   | Note                                                                   |
| ---------------------------------------------------------------------- | ---------------------------------------------------------------------- | ---------------------------------------------------------------------- | ---------------------------------------------------------------------- | ---------------------------------------------------------------------- | ---------------------------------------------------------------------- | ---------------------------------------------------------------------- | ---------------------------------------------------------------------- |
| 13-2-2002                                                              | Limassol                                                               | Irlanda del Nord                                                       | 1 – 4                                                                  | Polonia                                                                | Amichevole                                                             | -                                                                      | 46’                                                                    |
| 31-3-2004                                                              | Płock                                                                  | Polonia                                                                | 0 – 1                                                                  | Stati Uniti                                                            | Amichevole                                                             | -                                                                      | 62’                                                                    |
| 28-4-2004                                                              | Bydgoszcz                                                              | Polonia                                                                | 0 – 0                                                                  | Irlanda                                                                | Amichevole                                                             | -                                                                      | 66’                                                                    |
| 26-3-2005                                                              | Varsavia                                                               | Polonia                                                                | 8 – 0                                                                  | Azerbaigian                                                            | Qual. Mondiali 2006                                                    | -                                                                      | 46’                                                                    |
| 17-8-2005                                                              | Kiev                                                                   | Israele                                                                | 2 – 3                                                                  | Polonia                                                                | Amichevole                                                             | -                                                                      | 73’                                                                    |
| 3-9-2005                                                               | Varsavia                                                               | Polonia                                                                | 3 – 2                                                                  | Austria                                                                | Qual. Mondiali 2006                                                    | 1                                                                      | 66’ 72’                                                                |
| 7-9-2005                                                               | Varsavia                                                               | Polonia                                                                | 1 – 0                                                                  | Galles                                                                 | Qual. Mondiali 2006                                                    | -                                                                      | 86’                                                                    |
| 7-10-2005                                                              | Bydgoszcz                                                              | Polonia                                                                | 3 – 2                                                                  | Islanda                                                                | Amichevole                                                             | 1                                                                      | 46’                                                                    |
| 12-10-2005                                                             | Manchester                                                             | Inghilterra                                                            | 2 – 1                                                                  | Polonia                                                                | Qual. Mondiali 2006                                                    | -                                                                      | 46’                                                                    |
| 13-11-2005                                                             | Barcellona                                                             | Ecuador                                                                | 0 – 3                                                                  | Polonia                                                                | Amichevole                                                             | 1                                                                      |                                                                        |
| 1-3-2006                                                               | Kaiserslautern                                                         | Stati Uniti                                                            | 1 – 0                                                                  | Polonia                                                                | Amichevole                                                             | -                                                                      |                                                                        |
| 30-5-2006                                                              | Chorzów                                                                | Polonia                                                                | 1 – 2                                                                  | Colombia                                                               | Amichevole                                                             | -                                                                      | 64’                                                                    |
| 3-6-2006                                                               | Wolfsburg                                                              | Croazia                                                                | 0 – 1                                                                  | Polonia                                                                | Amichevole                                                             | 1                                                                      | 83’                                                                    |
| 9-6-2006                                                               | Gelsenkirchen                                                          | Ecuador                                                                | 2 – 0                                                                  | Polonia                                                                | Mondiali 2006 - 1º turno                                               | -                                                                      | 37’                                                                    |
| 14-6-2006                                                              | Dortmund                                                               | Germania                                                               | 1 – 0                                                                  | Polonia                                                                | Mondiali 2006 - 1º turno                                               | -                                                                      |                                                                        |
| 20-6-2006                                                              | Hannover                                                               | Polonia                                                                | 2 – 1                                                                  | Costa Rica                                                             | Mondiali 2006 - 1º turno                                               | -                                                                      | 85’                                                                    |
| 16-8-2006                                                              | Odense                                                                 | Danimarca                                                              | 2 – 0                                                                  | Polonia                                                                | Amichevole                                                             | -                                                                      | 63’                                                                    |
| 2-9-2006                                                               | Bydgoszcz                                                              | Polonia                                                                | 1 – 3                                                                  | Finlandia                                                              | Qual. Euro 2008                                                        | -                                                                      | 46’                                                                    |
| 7-10-2006                                                              | Alma-Ata                                                               | Kazakistan                                                             | 0 – 1                                                                  | Polonia                                                                | Qual. Euro 2008                                                        | 1                                                                      |                                                                        |
| 11-10-2006                                                             | Chorzów                                                                | Polonia                                                                | 2 – 1                                                                  | Portogallo                                                             | Qual. Euro 2008                                                        | 2                                                                      |                                                                        |
| 15-11-2006                                                             | Bruxelles                                                              | Belgio                                                                 | 0 – 1                                                                  | Polonia                                                                | Qual. Euro 2008                                                        | -                                                                      |                                                                        |
| 2-6-2007                                                               | Baku                                                                   | Azerbaigian                                                            | 1 – 3                                                                  | Polonia                                                                | Qual. Euro 2008                                                        | 1                                                                      |                                                                        |
| 6-6-2007                                                               | Erevan                                                                 | Armenia                                                                | 1 – 0                                                                  | Polonia                                                                | Qual. Euro 2008                                                        | -                                                                      | 60’                                                                    |
| 8-9-2007                                                               | Lisbona                                                                | Portogallo                                                             | 2 – 2                                                                  | Polonia                                                                | Qual. Euro 2008                                                        | -                                                                      | 73’                                                                    |
| 12-9-2007                                                              | Helsinki                                                               | Finlandia                                                              | 0 – 0                                                                  | Polonia                                                                | Qual. Euro 2008                                                        | -                                                                      | 80’                                                                    |
| 13-10-2007                                                             | Varsavia                                                               | Polonia                                                                | 3 – 1                                                                  | Kazakistan                                                             | Qual. Euro 2008                                                        | 3                                                                      |                                                                        |
| 17-11-2007                                                             | Chorzów                                                                | Polonia                                                                | 2 – 0                                                                  | Belgio                                                                 | Qual. Euro 2008                                                        | 2                                                                      | 85’                                                                    |
| 6-2-2008                                                               | Larnaca                                                                | Rep. Ceca                                                              | 0 – 2                                                                  | Polonia                                                                | Amichevole                                                             | -                                                                      | 66’                                                                    |
| 26-3-2008                                                              | Cracovia                                                               | Polonia                                                                | 0 – 3                                                                  | Stati Uniti                                                            | Amichevole                                                             | -                                                                      | 46’                                                                    |
| 27-5-2008                                                              | Reutlingen                                                             | Albania                                                                | 0 – 1                                                                  | Polonia                                                                | Amichevole                                                             | -                                                                      | 46’ 76’                                                                |
| 1-6-2008                                                               | Chorzów                                                                | Polonia                                                                | 1 – 1                                                                  | Danimarca                                                              | Amichevole                                                             | -                                                                      | 77’                                                                    |
| 8-6-2008                                                               | Klagenfurt                                                             | Germania                                                               | 2 – 0                                                                  | Polonia                                                                | Euro 2008 - 1º turno                                                   | -                                                                      | 39’                                                                    |
| 12-6-2008                                                              | Vienna                                                                 | Austria                                                                | 1 – 1                                                                  | Polonia                                                                | Euro 2008 - 1º turno                                                   | -                                                                      |                                                                        |
| 16-6-2008                                                              | Klagenfurt                                                             | Polonia                                                                | 0 – 1                                                                  | Croazia                                                                | Euro 2008 - 1º turno                                                   | -                                                                      | 55’                                                                    |
| 20-8-2008                                                              | Donec'k                                                                | Ucraina                                                                | 1 – 0                                                                  | Polonia                                                                | Amichevole                                                             | -                                                                      | 46’                                                                    |
| 10-9-2008                                                              | Serravalle                                                             | San Marino                                                             | 0 – 2                                                                  | Polonia                                                                | Qual. Mondiali 2010                                                    | 1                                                                      |                                                                        |
| 11-10-2008                                                             | Chorzów                                                                | Polonia                                                                | 2 – 1                                                                  | Rep. Ceca                                                              | Qual. Mondiali 2010                                                    | -                                                                      |                                                                        |
| 15-10-2008                                                             | Bratislava                                                             | Slovacchia                                                             | 2 – 1                                                                  | Polonia                                                                | Qual. Mondiali 2010                                                    | 1                                                                      |                                                                        |
| 11-2-2009                                                              | Vila Real de Santo António                                             | Galles                                                                 | 0 – 1                                                                  | Polonia                                                                | Amichevole                                                             | -                                                                      | 46’                                                                    |
| 1-4-2009                                                               | Kielce                                                                 | Polonia                                                                | 10 – 0                                                                 | San Marino                                                             | Qual. Mondiali 2010                                                    | 4                                                                      |                                                                        |
| 12-8-2009                                                              | Bydgoszcz                                                              | Polonia                                                                | 2 – 0                                                                  | Grecia                                                                 | Amichevole                                                             | -                                                                      | 46’                                                                    |
| 5-9-2009                                                               | Cracovia                                                               | Polonia                                                                | 1 – 1                                                                  | Irlanda del Nord                                                       | Qual. Mondiali 2010                                                    | -                                                                      | 46’                                                                    |
| 9-9-2009                                                               | Maribor                                                                | Slovenia                                                               | 3 – 0                                                                  | Polonia                                                                | Qual. Mondiali 2010                                                    | -                                                                      | 61’                                                                    |
| 4-9-2010                                                               | Danzica                                                                | Polonia                                                                | 1 – 1                                                                  | Ucraina                                                                | Amichevole                                                             | -                                                                      | 87’                                                                    |
| 7-9-2010                                                               | Cracovia                                                               | Polonia                                                                | 1 – 2                                                                  | Australia                                                              | Amichevole                                                             | -                                                                      | 70’                                                                    |
| 12-10-2010                                                             | Montréal                                                               | Ecuador                                                                | 2 – 2                                                                  | Polonia                                                                | Amichevole                                                             | 1                                                                      | 68’                                                                    |
| 17-11-2010                                                             | Poznań                                                                 | Polonia                                                                | 3 – 1                                                                  | Costa d'Avorio                                                         | Amichevole                                                             | -                                                                      | 89’                                                                    |
| Totale                                                                 |                                                                        | Presenze                                                               | 47                                                                     |                                                                        | Reti                                                                   | 20                                                                     |                                                                        |